# Hlebš
Hlebš je priimek v Sloveniji, ki ga je po podatkih Statističnega urada Republike Slovenije na dan 1. januarja 2010 uporabljalo 77 oseb.

## Znani nosilci priimka
- Irena Shyama Hlebš, TV voditeljica, novinarka
- Jože Hlebš (*1938), slovensko-avstrijski biolog, teolog in filozof
- Ruda (Rudolf) Hlebš (1900 – ?), gladališčnik, humorist
- Sonja Hlebš (1927 – 2005), filmska igralka
- Sonja Hlebš, fizioterapevtka, predavateljica
- Urška Hlebš, arhitektka
- Vinko Hlebš (1943 – 2022), slikar